# Кастер Семеня
Кастер Семеня  (англ. Caster Semenya, 7 січня 1991) — південноафриканська легкоатлетка, срібна олімпійська чемпіонка та медалістка, чемпіонка світу.
Після перемоги на чемпіонаті світу 2009 Семені довелося відбути перевірку статі, через низький голос. Її відсторонили від змагань до 16 червня 2016 року, після чого підозри було знято.

## Особисті рекорди
- 400 м: 50.74
- 800 м: 1:55.28
- 1500 м: 4:01.99

## Виступи на Олімпіадах
| Олімпіада           | Дисципліна        | Місце |
| ------------------- | ----------------- | ----- |
| Лондон 2012         | біг на 800 метрів | 2     |
| Ріо-де-Жанейро 2016 | біг на 800 метрів | 1     |

## Особисте життя
У грудні 2015 року вона одружилася зі своєю багаторічною партнеркою легкоатлеткою Вайолет Расебоя.